# مونيت مازور
مونيت هابي مازور (بالإنجليزية: Monet Happy Mazur)‏ وهي ممثلة أمريكية ولدت في يوم 17 أبريل 1976 في مدينة لوس أنجلوس في كاليفورنيا في الولايات المتحدة وهي من أصل يهودي.

## روابط خارجية
- مونيت مازور على موقع IMDb (الإنجليزية)
- مونيت مازور على موقع ألو سيني (الفرنسية)
- مونيت مازور على موقع أول موفي (الإنجليزية)
- مونيت مازور على موقع قاعدة بيانات الأفلام السويدية (السويدية)
- مونيت مازور على موقع إن إن دي بي (الإنجليزية)
- مونيت مازور على موقع قاعدة بيانات الفيلم (الإنجليزية)
- مونيت مازور على موقع كينوبويسك (الروسية)